# Região de Planejamento da Pré-Amazônia
A Região de Planejamento da Pré-Amazônia é uma das 32 Regiões Administrativas (Lei Complementar n° 8.717 de 21 de novembro de 2007) o qual está dividido o Estado do Maranhão, e tem Presidente Dutra como município-sede.
É composto por oito municípios. São eles:
- Governador Eugênio Barros
- Governador Luiz Rocha
- Graça Aranha
- Presidente Dutra
- Santa Filomena do Maranhão
- São Domingos do Maranhão
- Senador Alexandre Costa
- Tuntum

## Rodovias
As duas principais rodovias da região são a BR 226 (que corta a região no sentido Oeste-Leste) e a BR 135 (sentido Norte-Sul).

## Saúde
A saúde da região é bem estruturada. Presidente Dutra possui uma das maiores estruturas hospitalares do Estado do Maranhão, o  Hospital Regional de Urgência e Emergência de Presidente Dutra, responsável pelos atendimentos de média e alta complexidade para as regiões Centro e Leste do Estado.
No município de Tuntum está instalado o Centro de Imagem Antônio Joaquim da Cunha, aparelho de saúde ligado à Secretaria de Estado da Saúde (SES) que, através de convênios com o SUS, oferece à população de mais de  31 municípios exames de tomografia computadorizada, ultassonografia, raio x e mamografia. 

## Educação
O município de Presidente Dutra possui um campus da Universidade Estadual do Maranhão, o Centro de Estudos Superiores de Presidente Dutra - CESPD.

## Agropecuária
O município de São Domingos do Maranhão é destaque na agricultura da região.
Segundo dados da Secretaria de Estado da Agricultura do Estado, em 2015 o município possuiu a maior área plantada de abacaxicultura do Maranhão (1.050 ha), a maior área colhida (1.050 ha) e a maior quantidade produzida (20.023.000 frutos). É, despontado, o maior produtor desse fruto no Estado do Maranhão.
A cada uma vez por ano, é realizada no município a Festa do Abacaxi, umas das festas populares mais importantes da agricultura maranhense. Em 2015, o evento contou com apoiadores e patrocinadores importantes, tais como EMBRAPA, Banco do Brasil, Banco do Nordeste do Brasil, FAEMA, SENAR, SEBRAE, Governo Estadual e Governo Federal, além do Sindicato Rural de São Domingos, SENAR Maranhão, FETAEMA.

## Terminologia
O conceito de "pré-Amazônia" tem sido contestado por pesquisadores, pela ausência de base científica seja no aspecto biológico ou geográfico. O termo pode ter sido usado para negação dos elementos amazônicos do estado por políticos na década de 80 e difundido até os dias atuais nas escolas da região, com o objetivo de inobservância das leis referentes à conservação de floresta amazônica (como a reserva legal de 80% nas propriedades rurais amazônicas). 
Aproximadamente, 34% do estado corresponde ao bioma amazônico (62 municípios). No entanto, cerca de 71% do bioma no estado já foi devastado, restando menos de 25% de vegetação original. As Terras Indígenas Alto Turiaçú (530.525ha), Awá (118.000ha) e Carú (172.667ha), bem como a Reserva Biológica (Rebio) do Gurupi (278.000 ha) são importantes centros de preservação da floresta, apesar de constantes pressões ambientais em razão do desmatamento, incêndios florestais, retirada ilegal de madeira, mineração, produção de carvão, caça excessiva e criação de gado. 
Na Amazônia maranhense, já foram encontradas 109 espécies de peixes, 124 de mamíferos e 503 de aves, sendo lar de espécies ameaçadas como o gavião real e de  primatas como o cairara ka’apor (Cebus kaapori) e o cuxiú-preto (Chiropotes satanas). Possui, em média, 570 árvores por hectare de pelo menos 100 espécies.